# Emblyna manitoba
Emblyna manitoba là một loài nhện trong họ Dictynidae.
Loài này thuộc chi Emblyna. Emblyna manitoba được Wilton Ivie miêu tả năm 1947.